# آنژیوکراتوم
آنژیوکراتوم (انگلیسی: Angiokeratoma) یا «زگیل رگی‌شاخی» یک ضایعهٔ پوستی خوش‌خیمِ ناشی از گشادشدگی مویرگ‌هاست که به صورت لکه‌های کوچک به رنگ قرمز تا آبی دیده می‌شود و با هیپرکراتوز (ضخیم‌شدگی لایهٔ شاخی پوست) مشخص می‌گردد. اصطلاح آنژیوکراتوم منتشر بدن یا Angiokeratoma corporis diffusum به بیماری فابری اشاره دارد، اگرچه معمولاً به‌عنوان یک بیماری مستقل شناخته می‌شود.
واژه آنژیوکراتوم ترکیبی است از: Angio- به معنای «عروقی» یا «مربوط به رگ‌های خونی»، Kerato- به معنای «شاخی» (اشاره به لایه شاخی پوست) و -oma به معنای «توده» یا «برجستگی» و بنابر این نام این بیماری به معنی «برجستگی شاخی‌عروقی» یا یا «زگیل رگی‌شاخی» است.
آنژیوکراتوم نوعی ضایعه پوستی نادر است که به‌صورت لکه‌های کوچک قرمز تا بنفش رنگ روی پوست ظاهر می‌شود و گاهی با ضخیم شدن و تغییر رنگ همراه است. اگرچه اغلب بی‌خطر است، اما ممکن است با عوارضی مانند خونریزی، خارش یا عفونت همراه شود. محل‌های شایع بروز این ضایعات شامل اندام‌های تحتانی، ناحیه تناسلی، لب‌ها و دست‌ها است.
مطالعه‌ای ده‌ساله در ایران توسط محققان دانشگاه‌های علوم پزشکی تهران، شهید بهشتی و ایران بر روی ۱۹۹ بیمار، نشان داد که میانگین سنی مبتلایان حدود ۲۵ سال بوده و تفاوت آماری معناداری از نظر جنسیت بین بیماران وجود ندارد. موفق‌ترین روش درمانی در این مطالعه، سرمادرمانی با حدود ۷۰ درصد اثربخشی گزارش شد. همچنین، حدود یک‌سوم بیماران در بررسی‌های پاتولوژیک دارای تشخیص متفاوتی از آنژیوکراتوم بودند که بر اهمیت نمونه‌برداری بافتی تأکید دارد.

## نشانه‌ها و علائم
ظاهر آن شامل گشادشدگی مویرگ‌ها، درگیری روپوست و هیپرکراتوز است.
آنژیوکراتوم می‌تواند به‌صورت موضعی یا منتشر بروز کند.
وجود آنژیوکراتوم‌های متعدد، به‌ویژه در تنهٔ بدن جوانان، ویژگی بارز بیماری فابری است؛ بیماری‌ای ژنتیکی که با درگیری‌های سیستمیک همراه است.

### عوارض
در برخی موارد، آنژیوکراتوم‌های ندولار می‌توانند منجر به ایجاد بافت نکروتیک و شیارهایی شوند که محل مناسبی برای رشد قارچ‌ها، باکتری‌ها و ویروس‌ها فراهم می‌کنند. عفونت‌هایی مانند استافیلوکوکوس نیز ممکن است در این نواحی رخ دهند. اگر ضایعه دردناک شود، شروع به ترشح مایع یا چرک کند، یا بوی نامطبوعی بگیرد، ممکن است پزشک جراحی برداشت ضایعه و پیوند پوست را توصیه کند.

## پاتوفیزیولوژی

### بافت‌شناسی
آنژیوکراتوم‌ها به‌طور مشخص دارای رگ‌های خونی گشادشده در پوست سطحی هستند که با هیپرکراتوز در قسمت فوقانی آن‌ها همراه است.

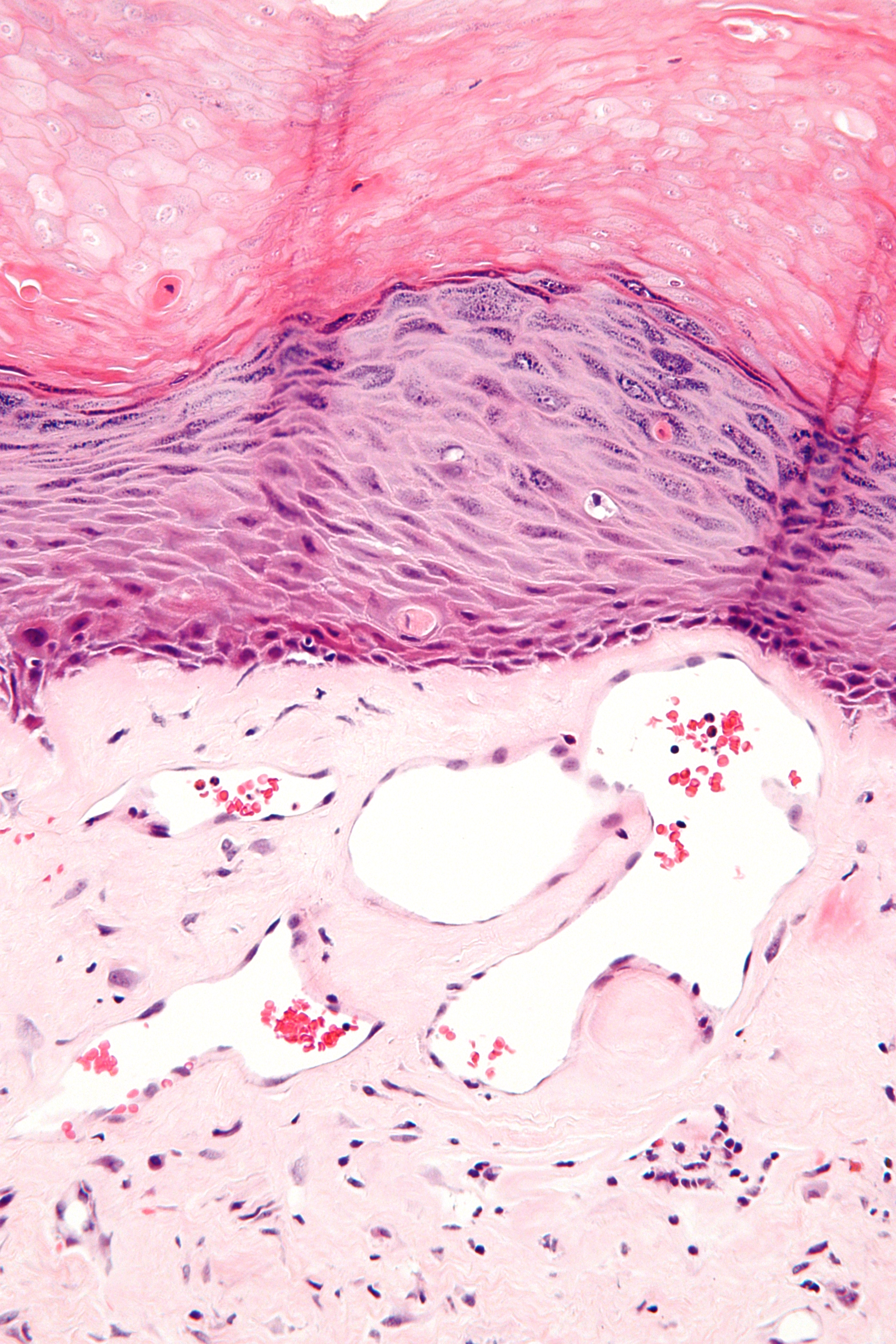
آنژیوکراتوم کیسهٔ بیضه؛ رگ‌های خونی گشادشده و هیپرکراتوز نمایان است
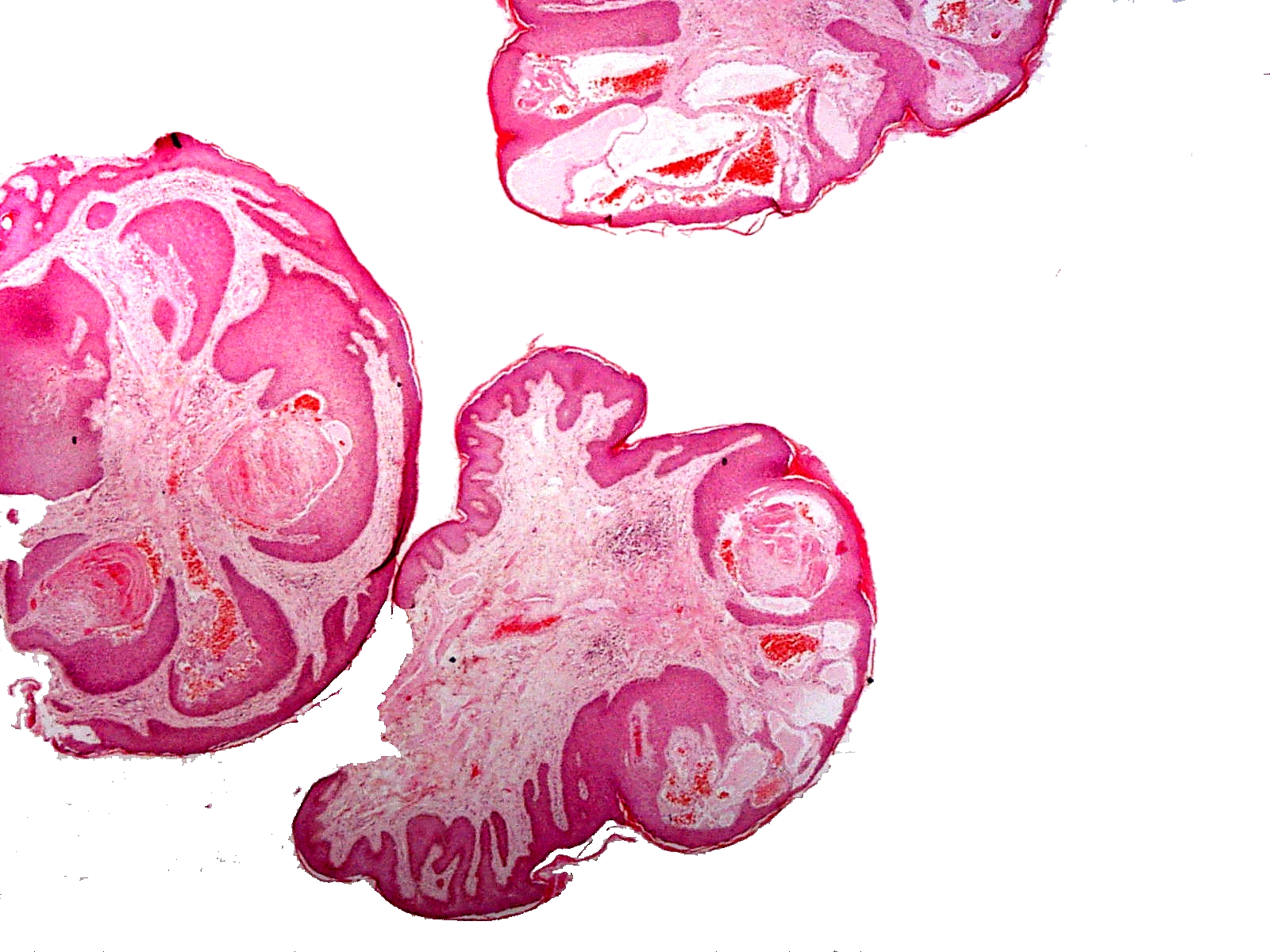
آنژیوکراتوم کیسهٔ بیضه (نوع فوردایس)؛ چندین سفت‌دانه ناشی از مویرگ‌های گشادشده
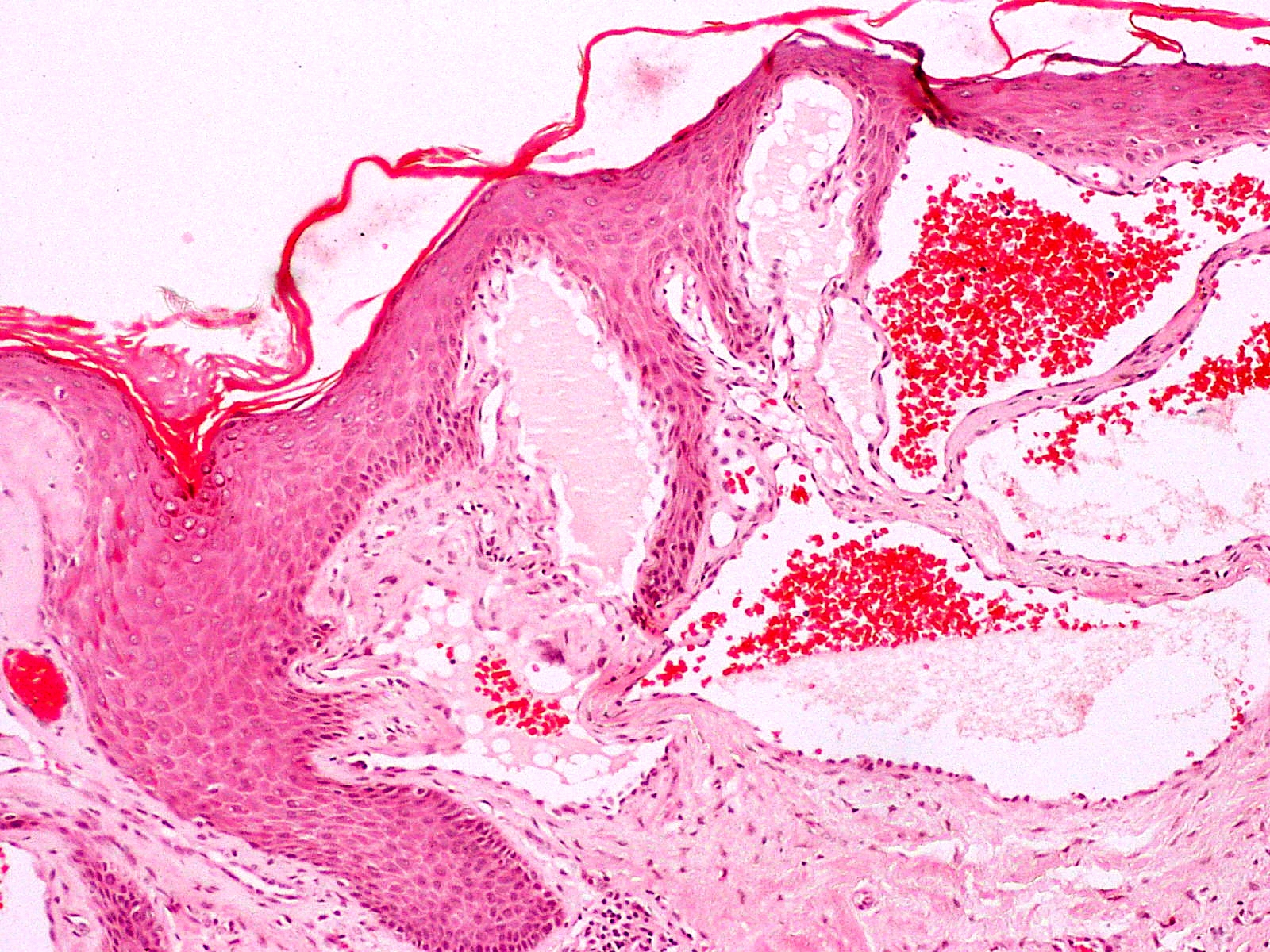
آنژیوکراتوم کیسهٔ بیضه (نوع فوردایس)؛ مویرگ‌های غاری‌شکل گشادشده، اپیدرم
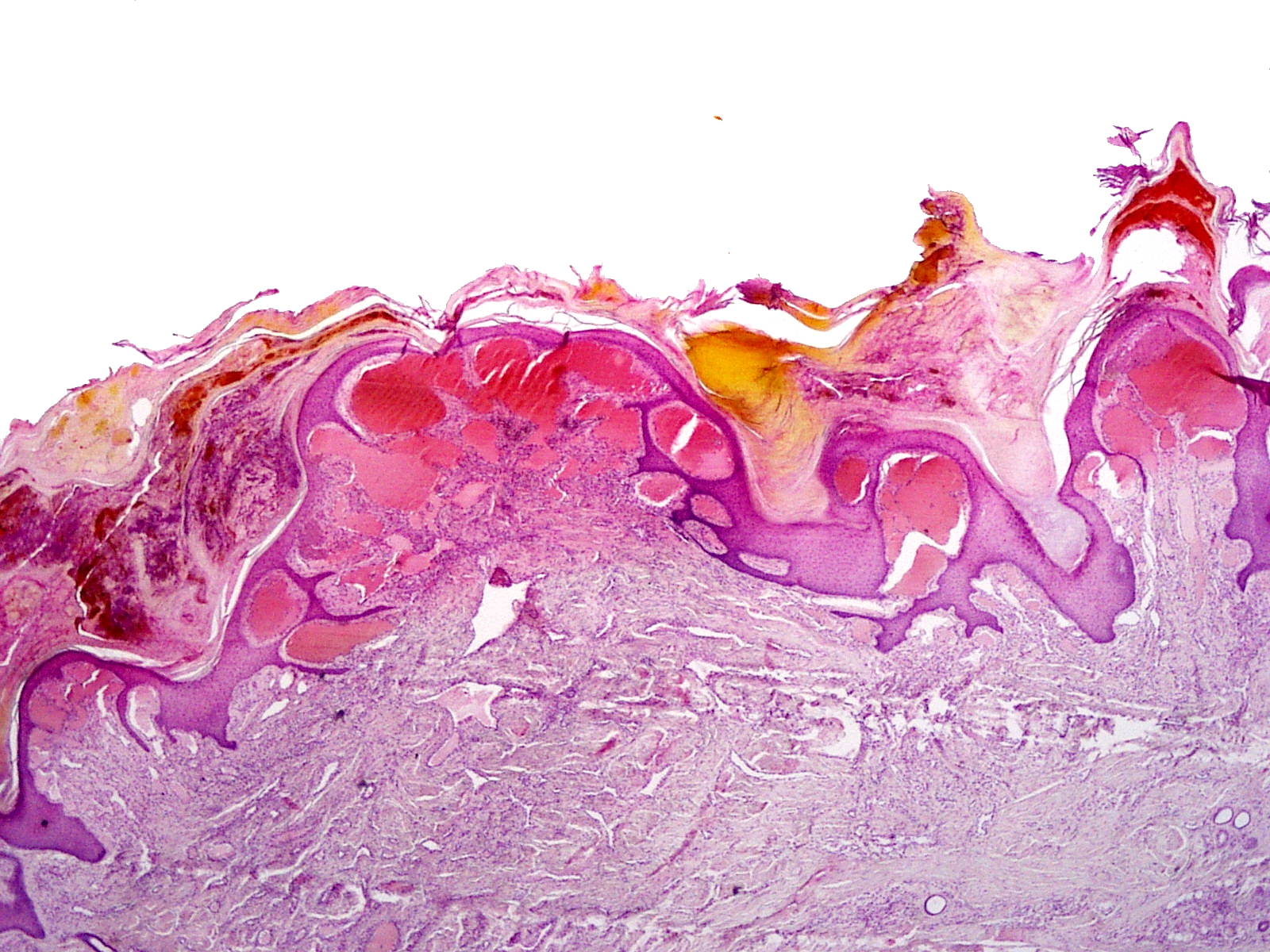
آنژیوکراتوم کیسهٔ بیضه (نوع میبلی)؛ رگ‌های خونی نزدیک به اپیدرم
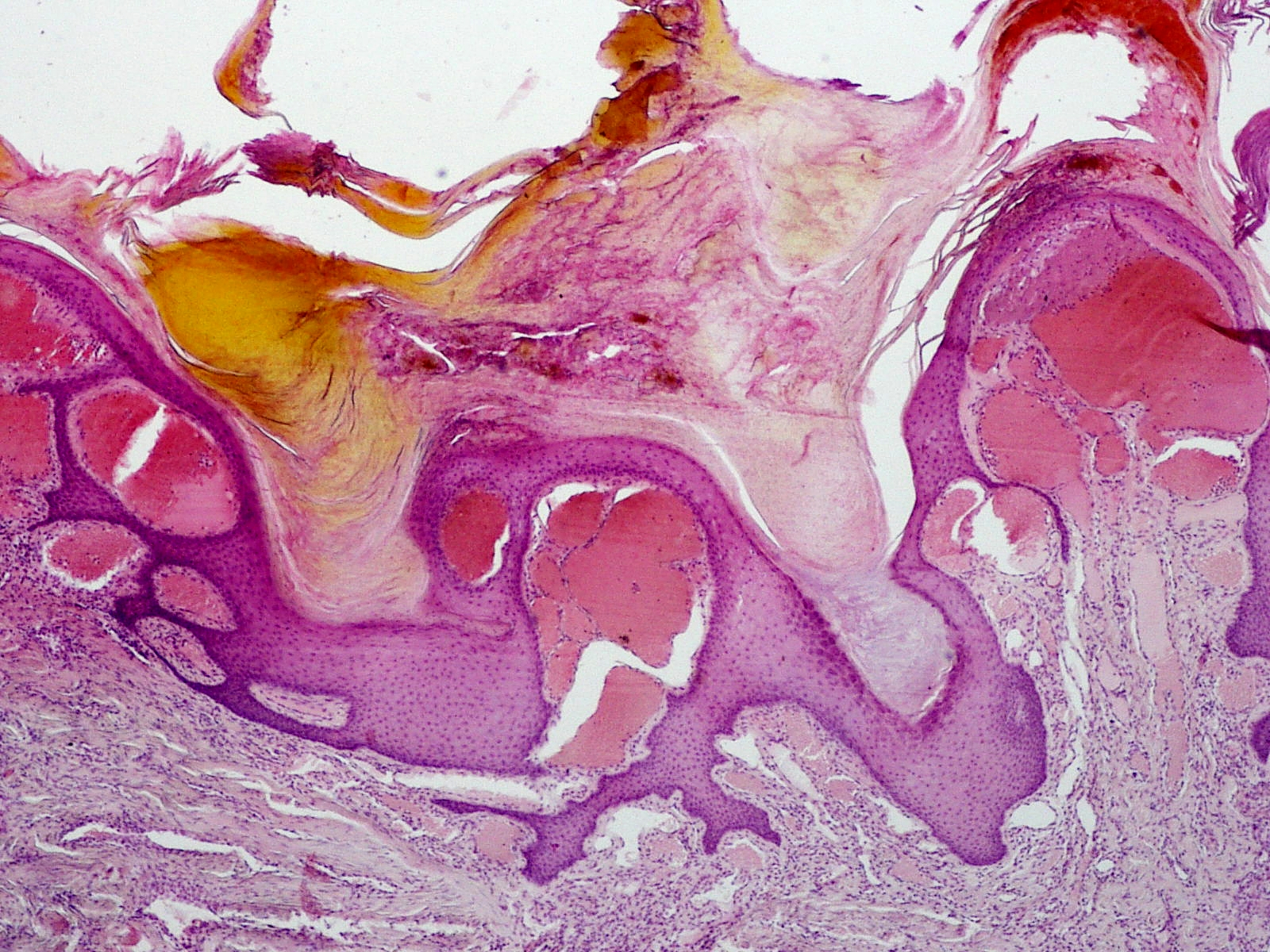
آنژیوکراتوم (نوع میبلی)

## تشخیص

### طبقه‌بندی
آنژیوکراتوم‌ها به چند گونه تقسیم می‌شوند:
- آنژیوکراتوم میبلی (همچنین با نام «آنژیوکراتوم میبلی» یا «زگیل‌های تلانژکتاتیک» شناخته می‌شود)[۵][۶] شامل پاپول‌های عروقی قرمز به قطر ۱ تا ۵ میلی‌متر است که سطح آن‌ها با گذشت زمان هیپرکراتوتیک می‌شود.[۶]: ۵۸۹  این بیماری به نام Vittorio Mibelli، پوست‌شناس ایتالیایی (۱۹۱۰–۱۸۶۰) نام‌گذاری شده است.[۷]
- آنژیوکراتوم جان ادیسون فوردایس (همچنین با نام «آنژیوکراتوم کیسهٔ بیضه و فرج» شناخته می‌شود؛ اما نباید با دانه‌های فوردایس اشتباه گرفته شود)[۶] وضعیتی است که با پاپول‌های قرمز تا آبی روی کیسهٔ بیضه یا ناحیهٔ تناسلی زنان مشخص می‌شود.
- آنژیوکراتوم منفرد ضایعه‌ای کوچک، آبی-سیاه و زگیل‌مانند است که عمدتاً در اندام‌های تحتانی ظاهر می‌شود.[۶]: ۵۹۰
- نقص عروقی زگیلی‌شکل (همچنین با نام "Angiokeratoma circumscriptum naeviforme") نوعی نقص مادرزادی در پوست و مویرگ‌ها و سیاهرگ‌های زیرجلدی است که با گذشت زمان بخش زگیلی‌شکل در آن ظاهر می‌شود.[۶]: ۵۸۴